# Aerospace Valley

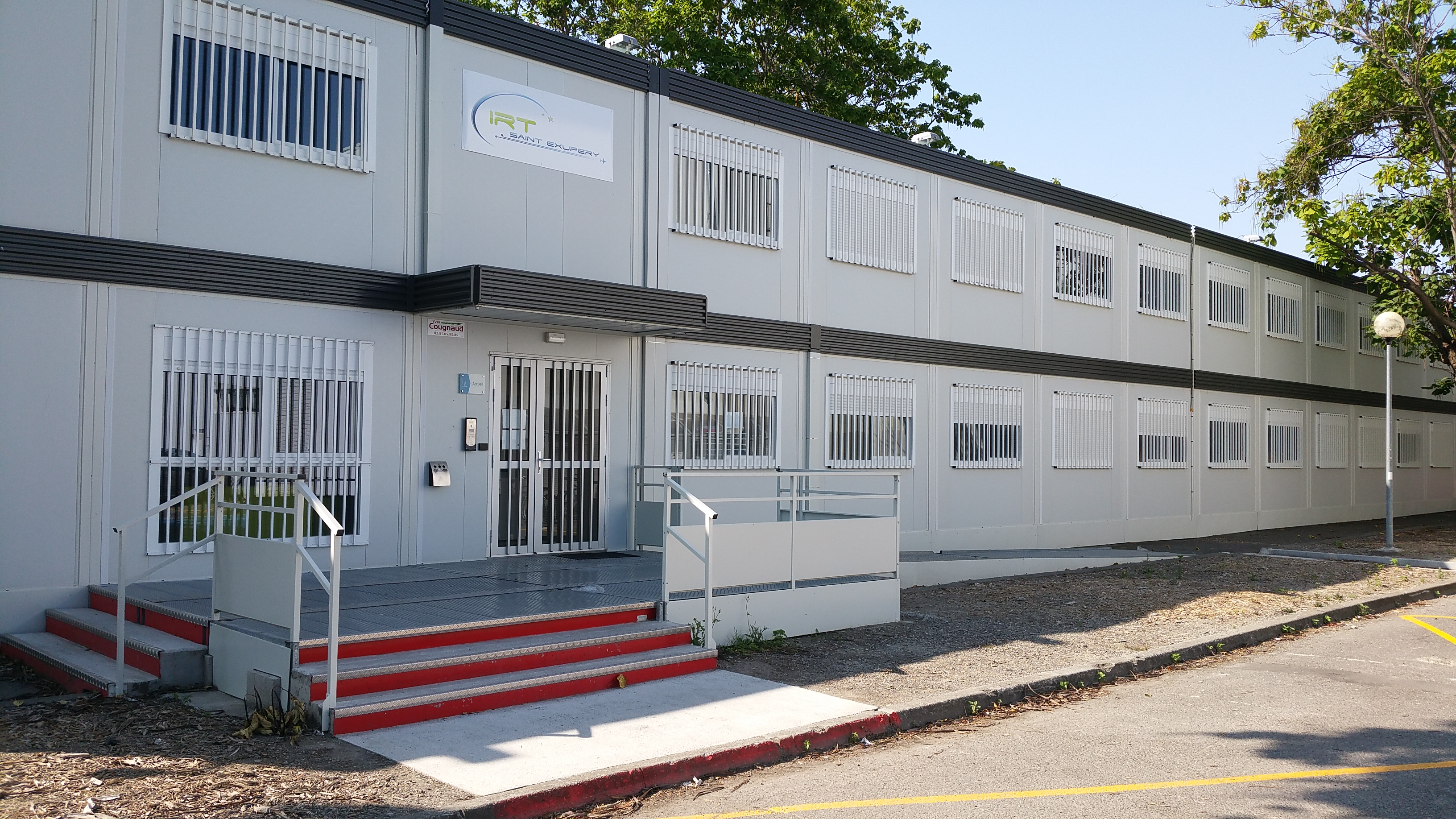
Aerospace Valley

Aerospace Valley är en fransk grupp av flygteknikföretag och forskningscentra i regionerna Occitanien och Akvitanien, i sydvästra Frankrike, och är huvudsakligen belägna runt städerna Bordeaux och Toulouse.
De mer än 500 medlemsföretagen (inklusive Airbus, Air France Industries och Dassault Aviation) ansvarar för cirka 120 000 jobb inom flyg- och rymdfartsindustrin. Dessutom arbetar cirka 8 500 forskare i de anslutna företagen och institutionerna och vid de tre huvudfakulteterna för flygteknik: ENAC, IPSA och SUPAERO.
Målet för företagsklustret är att skapa mellan 40 000 och 45 000 nya jobb till 2026. Sedan det skapades 2005 har klustret startat cirka 220 forskningsprojekt med en total budget på 460 miljoner euro, inklusive 204 miljoner euro i statlig finansiering.